# 대불정여래밀인수증요의제보살만행수능엄경(언해) 권4, 7, 8
대불정여래밀인수증요의제보살만행수능엄경(언해) 권4, 7, 8(大佛頂如來密因修證了義諸菩薩萬行首楞嚴經(諺解) 卷四, 七, 八)은 서울특별시 종로구 서울역사박물관에 있는 조선시대의 금속활자본 불경이다. 1988년 12월 28일 대한민국의 보물 제973호로 지정되었다.

## 개요
대불정여래밀인수증요의제보살만행수능엄경은 줄여서 '대불정수능엄경' 또는 '능엄경'이라고도 한다. 부처님의 말씀을 머리 속으로 이해하는데 그치지 않고 자신이 직접 경험하여 얻을 것을 중요사상으로 한다.
송나라 계환(戒環)이 쉽게 풀이한 것을 세종 31년(1449)에 수양대군(뒤의 세조)이 세종의 명에 따라 번역을 시작하여 세조 7년(1461)에 완성한 것이다. 3권이 2책으로 이루어졌으며, 크기는 세로 36.9㎝, 가로 25㎝이다.
한자를 크게 쓰고 한글로 토를 작게 달은 뒤에 번역을 2줄로 실었다. 글씨는 을해자 활자본을 사용했다. 을해자는 강희안의 글씨를 바탕으로 만들었는데, 글자 모양이 납작하고 폭이 넓은 편이다. 본문에는 잘못된 곳을 주홍색으로 바로 잡은 흔적이 있다.
을해자로 찍은 이 활자본은 활자 연구와 희소성으로 가치가 있으며 간경도감판의 번역과 체제에도 큰 영향을 끼쳤으므로 중요한 자료로 평가된다.

## 같이 보기
- 대불정여래밀인수증요의제보살만행수능엄경

## 참고 자료
- 대불정여래밀인수증요의제보살만행수능엄경(언해) 권4, 7, 8 - 국가유산청 국가유산포털